# Ernst Jacob von Audorf
Ernst Jacob von Audorf (auch Amydor, der Vergnügte; geboren am 30. November 1639; gestorben am 5. Dezember 1705) war ein Hauptmann der Breslauer Stadt-Garnison, Militäringenieur und Romanautor.

## Leben
Audorf kam vermutlich in Pürbischau bei Trebnitz im schlesischen Fürstentum Oels zur Welt, dem Besitz seines Vaters Heinrich von Audorf. Er scheint von Beruf Militär gewesen zu sein, jedenfalls ist er am Anfang des 18. Jahrhunderts als Hauptmann einer Kompanie der Stadt-Garnison von Breslau belegt, und er hat eine Schrift über den Festungsbau verfasst (Discurs von der Krieges-Baukunst oder Fortification).
Als Romanautor ist er der Verfasser von Die Durchlauchtigste Olorena/ Oder Warhafftige Staats- und Liebes-Geschichte dieser Zeit, eines Schlüsselromans, der in durchsichtiger Form politisch-militärische Vorgänge aus der Zeit zwischen 1660 und 1680 darstellt, darunter vor allem eine Liebesbeziehung Herzog Karls IV. von Lothringen („Carlloreno“) mit Eleonora Maria Josefa, der Schwester des Habsburger Kaisers Leopold I.
Der vierteilige Roman wurde von August Bohse um einen fünften Teil ergänzt und unter eigenem Namen herausgegeben.
Audorfs zweiter Roman Publius Cornelius Scipio der Africaner Helden und Liebes-Geschichte ist ein durch eingeschobene Liebesgeschichten sowie dramatische und poetische Einlagen aufgelockertes Lehrbuch der römischen Geschichte in Romanform.
Gestorben ist Audorf wahrscheinlich auf seinem Besitz Domatschine, ebenfalls im Fürstentum Oels.

## Werke
- Discurs von der Krieges-Baukunst oder Fortification, zwischen Thudesco, einem erfahrenen Ingeunirer und Sylvandern, einem jungen Edelmanne, darinnen so wol die Maengel der bisher ueblich gewesenen niderlaendischen Manier, als auch deren Verbesserung […] angezeiget wird, nebenst einer ganz neuen […] Bevestigungs-Art. Jonisch, Breslau 1680, Digitalisat.
- Die Durchlauchtigste Olorena/ Oder Warhafftige Staats- und Liebes-Geschichte dieser Zeit : Welche wegen sonderlicher Glücks-Fälle/ und des/ wider die zwey mächtigsten Staaten von Europa/ bewehrten Heldenmuths/ des unvergleichlichen Carlloreno merckwürdig ist / Zu vergönneter Gemüths-Ergötzung in Druck befördert von Talander [d. i. August Bohse]. Weidman, Leipzig 1694, 2. Aufl. 1697 (Digitalisat), 3. Aufl. 1708.
- Publius Cornelius Scipio der Africaner Helden und Liebes-Geschichte. Darinnen Ein kurtzer Entwurff Der Römischen Historie Von Eroberung der Stadt Troja an Biß Zu dem Tode obbemelten Heldens / In einer Roman Vorgestellet wird Von dem Vergnügten Amydor. 2 Bände. Rohrlach, Frankfurt u. a. 1696 und 1698.